# Bauernhaus-Museum Oberkülheim
Das Bauernhaus-Museum Oberkülheim ist ein privates Freilichtmuseum der Familie Clemens. Es liegt in Bergisch Gladbach im Stadtteil Bärbroich.

## Geschichte
Das Ehepaar Clemens hatte Anfang der 1950er Jahre mit dem Aufbau einer volkskundlichen Sammlung begonnen. Daraus entstand die Idee, ein privates Freilichtmuseum zu errichten. 1973 erwarb man eine historische Hofanlage im Rhein-Sieg-Kreis, die einer Neubausiedlung weichen sollte. Nach dem Abbruch wurde die Hofanlage originalgetreu auf dem Grundstück in Oberkülheim rekonstruiert. Nach und nach wurde sie durch weitere Bauten ergänzt.
Das Museum wurde Ende 2018 geschlossen, eine Wiedereröffnung ist ungewiss.

## Beschreibung
Die Anlage besteht aus einer Remise mit landwirtschaftlichen Groß- und Kleingeräten, dem Hofeingang, der Hauskapelle, dem Backhaus mit angebautem „Herzhäuschen“, einem Waschhaus mit einer Bügeleisensammlung, dem Bienenhaus und dem Ziehbrunnen mit über 1500 Fundstücken aus dem Brunnenschacht. Mehrere vollständig mit original antiken Möbeln und Ausstattungsgegenständen eingerichtete Wohnräume lassen die Vergangenheit wieder aufleben.